# Stylidium megacarpum
Stylidium megacarpum este o specie de plante dicotiledonate din genul Stylidium, familia Stylidiaceae, ordinul Asterales, descrisă de A. Lowrie, A.H. Burbidge și Amp; K.F. Kenneally. Conform Catalogue of Life specia Stylidium megacarpum nu are subspecii cunoscute.